# بيلي ماكفيل
بيلي ماكفيل (بالإنجليزية: Billy McPhail)‏ (2 فبراير 1928 بغلاسكو في المملكة المتحدة - 4 أبريل 2003 بغلاسكو في المملكة المتحدة) هو لاعب كرة قدم بريطاني في مركز الهجوم. لعب مع نادي سلتيك ونادي كلايد ونادي كوينز بارك.

## وصلات خارجية
- بيلي ماكفيل على موقع قاعدة بيانات كرة القدم.إي يو (الإنجليزية)